# Organisation nationale pour les femmes
Pour les articles homonymes, voir Now.
L'Organisation nationale pour les femmes (en anglais : « National Organization for Women », NOW), est un organisme féministe américain cofondé en 1966 par Betty Friedan, Aileen Hernandez, Dorothy Haener, Alice Rossi, Caroline Davis, Betty Talkington, Shirley Chisholm, Anna Arnold Hedgeman, et Sonia Pressman Fuentes,.
Pauli Murray et Betty Friedan écrivent les statuts.
Ivy Bottini devient la présidente du chapitre new-yorkais dans les années soixante.
Mary Jean Collins rejoint l'association en 1967 et devient la présidente du chapitre de Chicago en 1968,. 
Sidney Abbott rejoint le NOW au début des années 1970 et va y militer pour les droits des lesbiennes. En 1976, lors de la conférence annuelle, à Philadelphie, elle obtient notamment qu'1 % du budget de l'association soit consacré un groupe de travail nommé « Sexuality and lesbian task force ».

## Dirigeantes
Les personnes suivantes ont dirigé l'organisation :
- Betty Friedan (1966-1970)
- Aileen Hernandez (1970-1971)
- Wilma Scott Heide (1971-1974)
- Karen DeCrow (1974-1977)
- Eleanor Smeal (1977-1982)
- Judy Goldsmith (1982-1985)
- Eleanor Smeal (1985-1987)
- Molly Yard (1987-1991)
- Patricia Ireland (1991-2001)
- Kim Gandy (2001-2009)
- Terry O'Neil (2009-2017)
- Toni VanPelt (depuis 2017)

## Critiques
En mai 1970, un groupe d'une vingtaine de féministes quittent NOW pour fonder Lavender Menace, premier groupe post-Stonewall à se concentrer sur les questions lesbiennes. L'une d'entre elles, Rita Mae Brown, rédige une lettre de démission dans laquelle elle dénonce la lesbophobie, le racisme, les préjugés de classe et le sexisme des responsables de NOW. « Le simple mot "lesbienne" peut déclencher une crise cardiaque collective dans le comité exécutif » dira-t-elle.